# Rodriguezia lanceolata
Rodriguezia lanceolata là một loài lan được tìm thấy ở Lesser Antilles đến Trung Mỹ và Nam Mỹ nhiệt đới.

## Hình ảnh

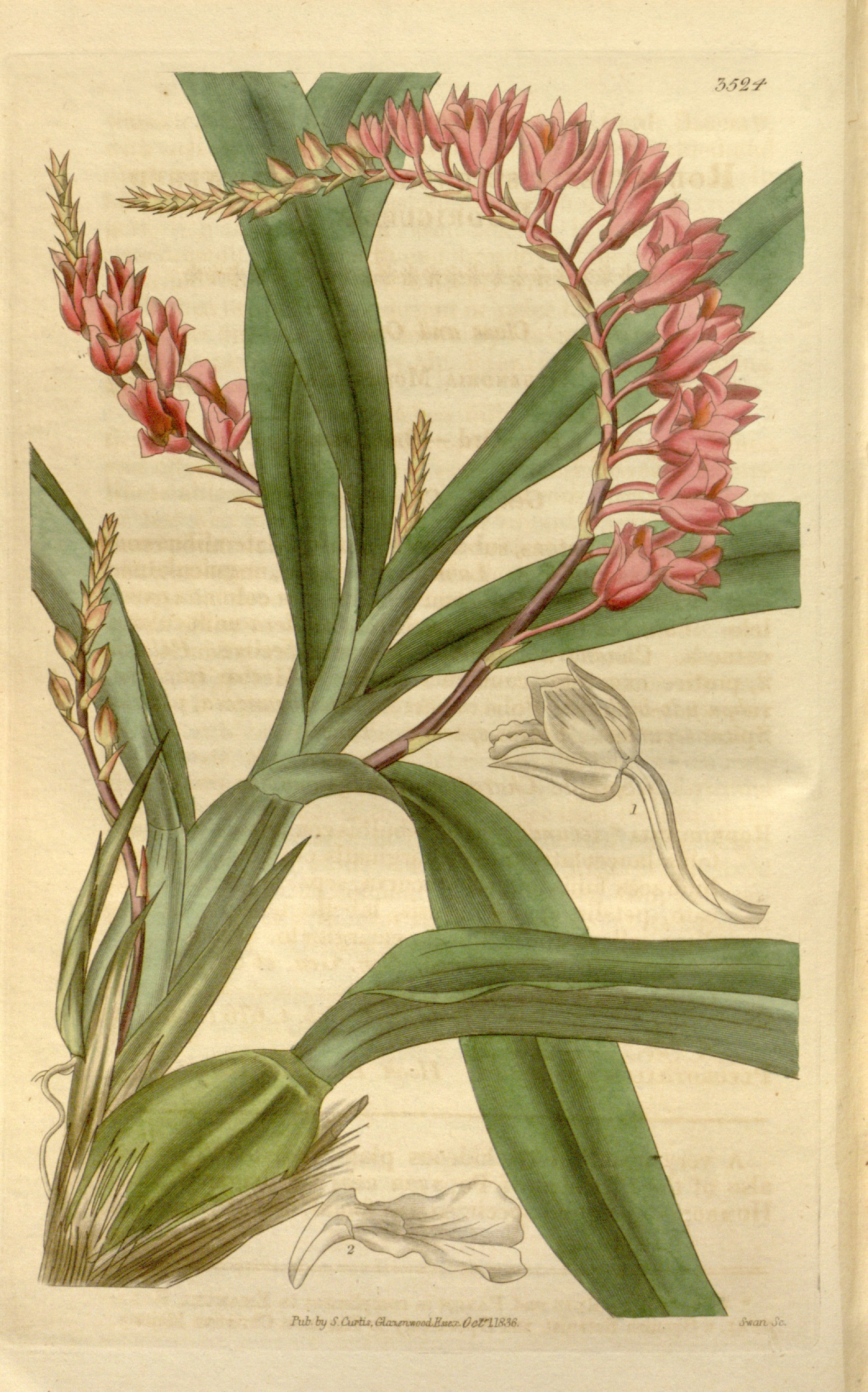
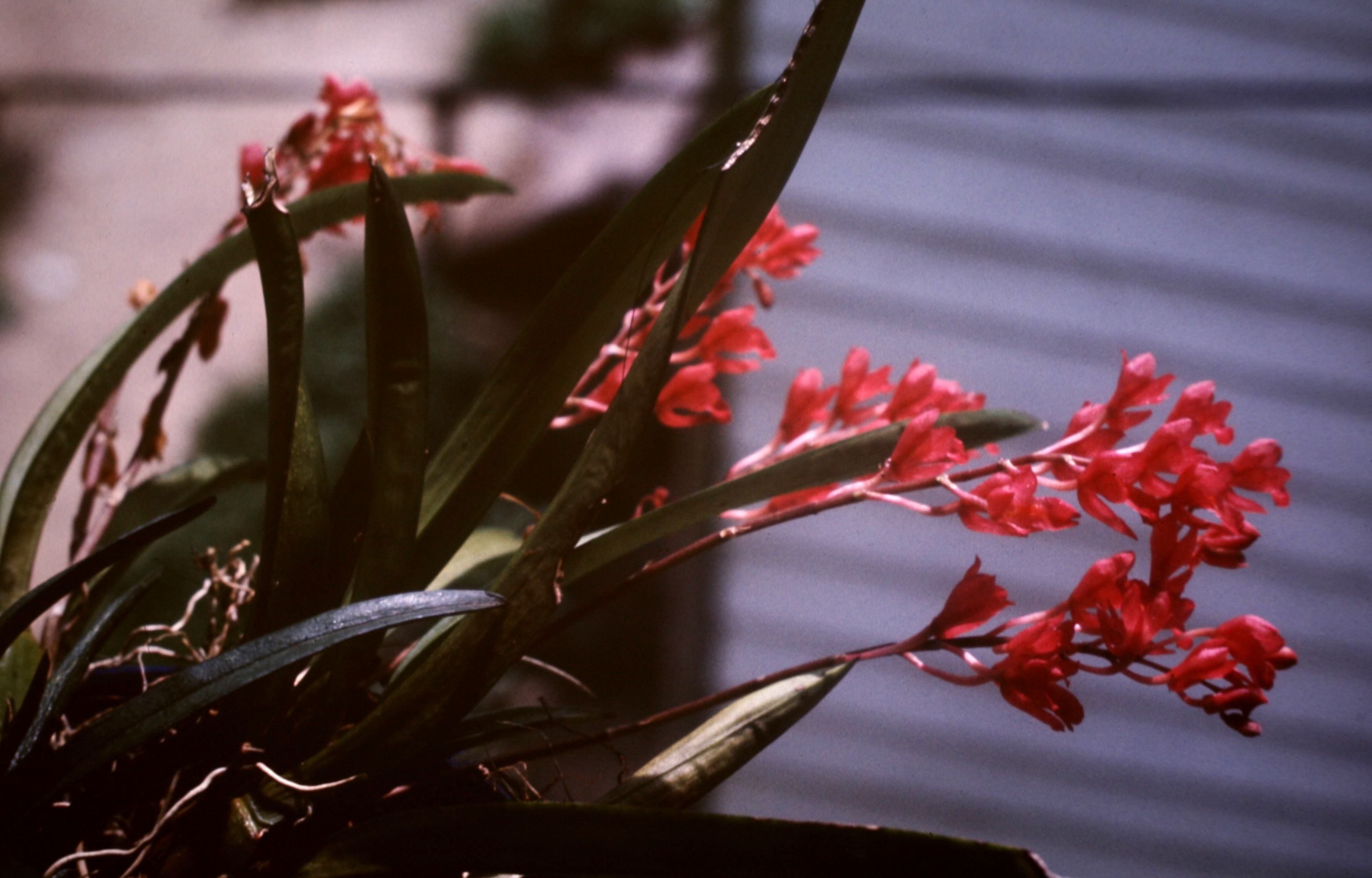
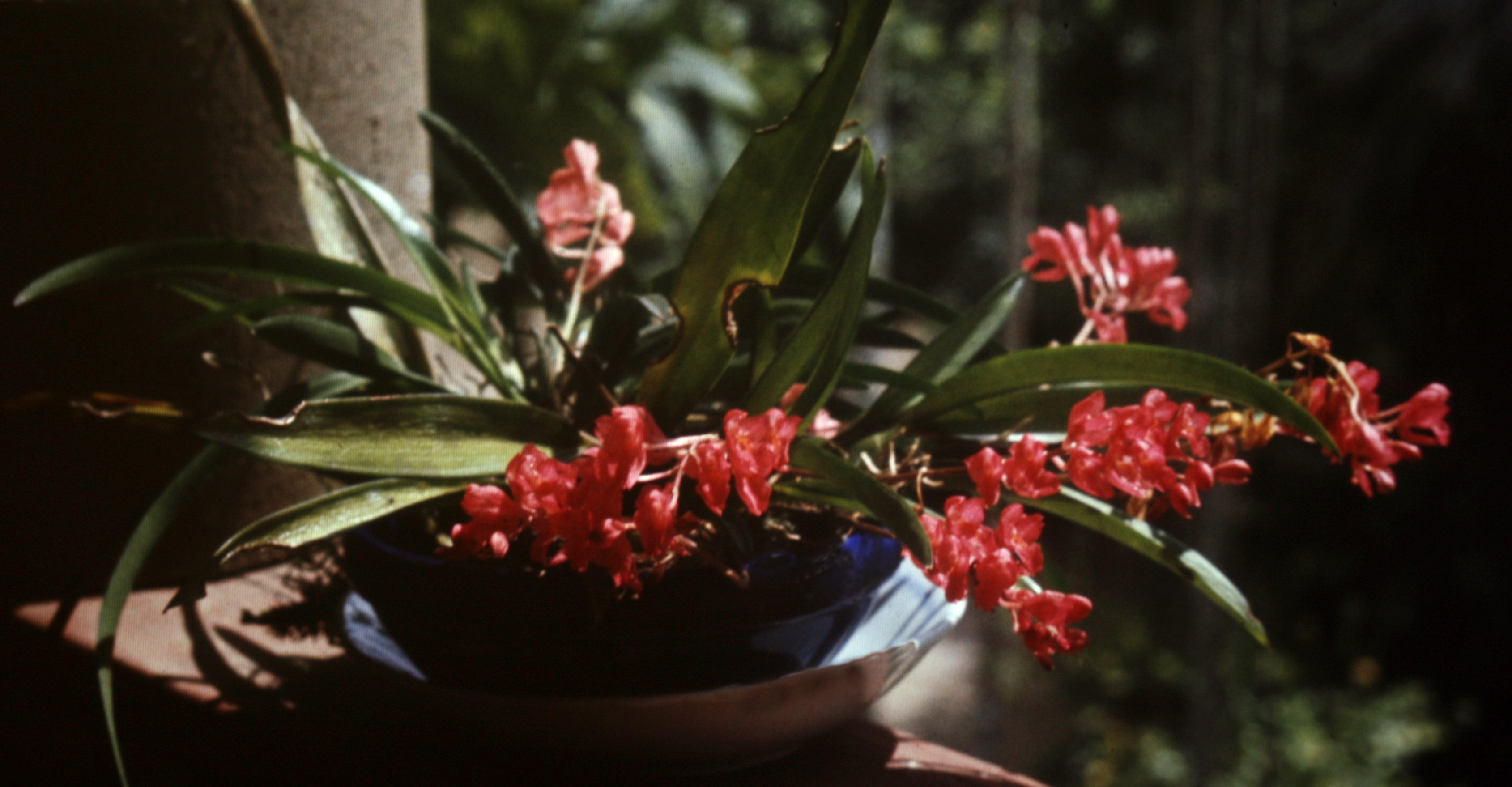
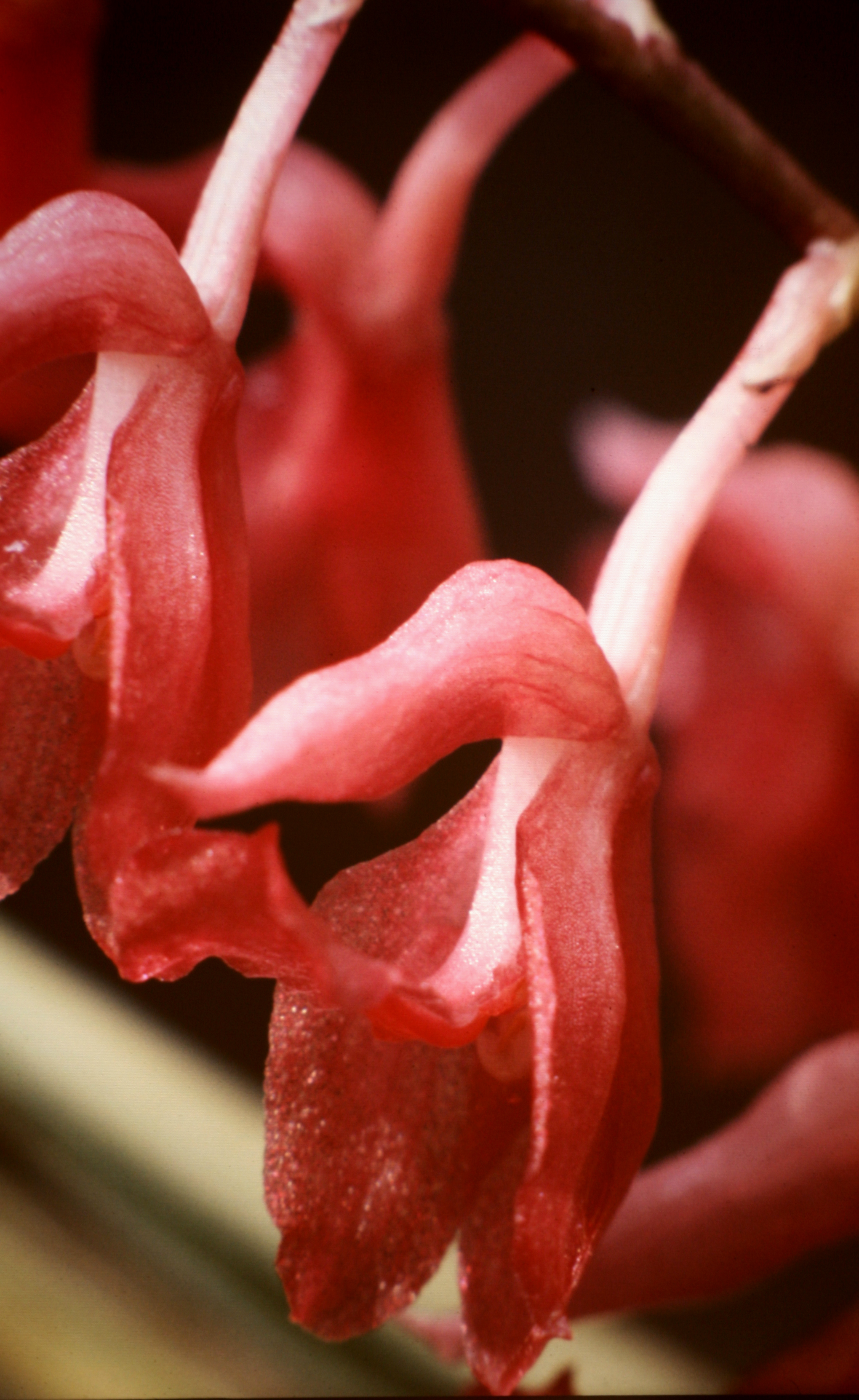